# Albert Tafel

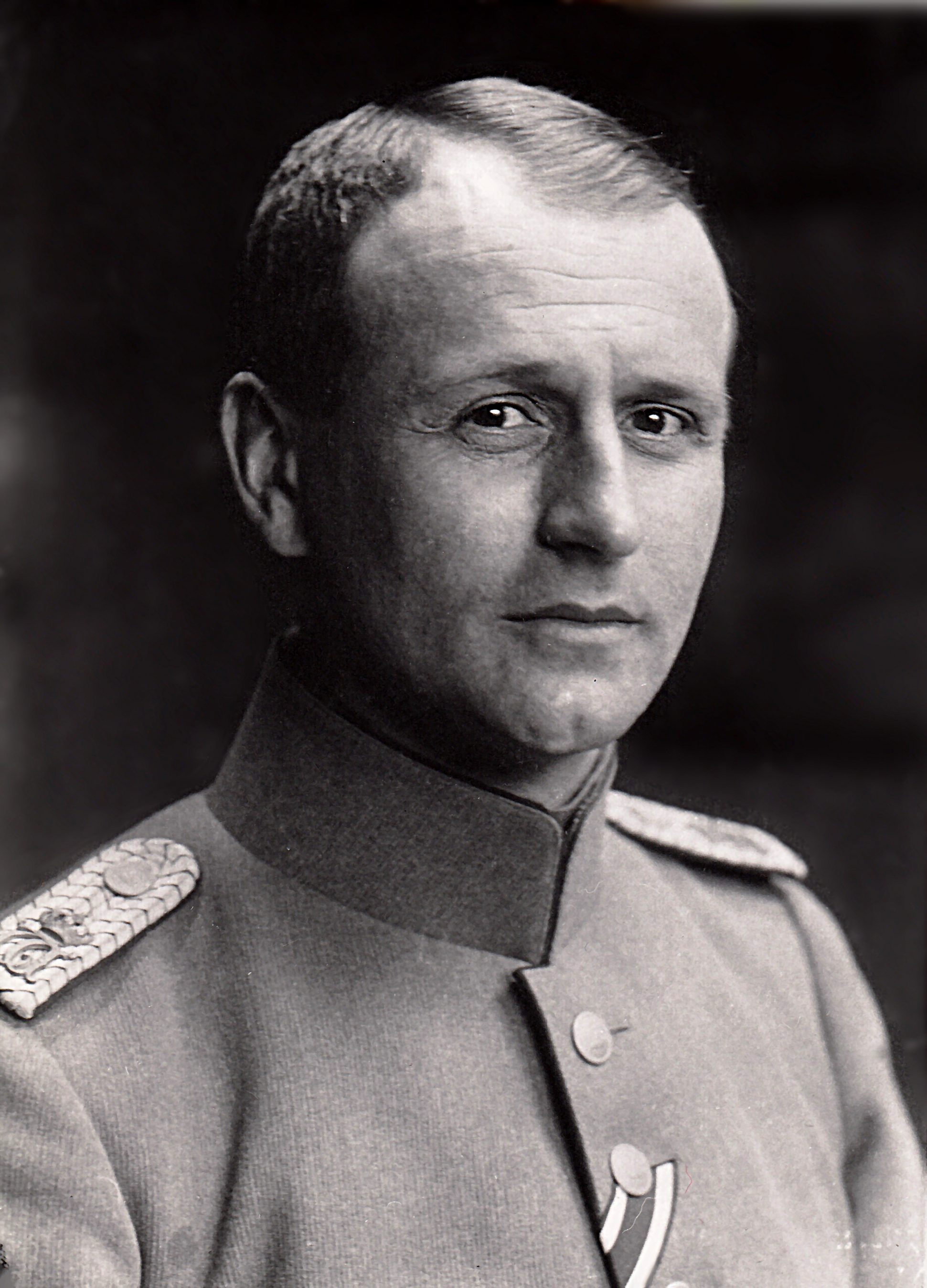
Albert Tafel (um 1916)

Albert Tafel (* 6. November 1876 in Stuttgart; † 19. April 1935 in Heidelberg) war ein deutscher Geograph, Arzt und Forschungsreisender.

## Leben
Albert Tafel war Sohn von Emil Otto Tafel, Oberbaurat, Professor an der Baugewerbeschule in Stuttgart, und seiner Frau Lina geb. Reuchlin. Nach dem Abitur am Dillmann-Gymnasium Stuttgart unternahm er eine Fußreise über das Balkangebirge bis Troja und Konstantinopel. 1896/1897 diente er als Einjährig-Freiwilliger beim Dragoner-Regiment „König“ (2. württembergisches) Nr. 26 in Ludwigsburg. 1898–1902 Studium der Medizin in Tübingen, Berlin und Freiburg/Breisgau. Er kam im Herbst 1898 zum Corps Rhenania Tübingen und wurde im Februar 1899 rezipiert. 1903 Promotion zum Dr. med. in Freiburg. Während seines Studiums bereiste er Kreta, Albanien und Persien. Er unternahm zahlreiche schwierige Bergtouren, besonders auch Skitouren mit selbstgemachten Skiern auf die Zugspitze und im Berner Oberland.
Nach dem medizinischen Staatsexamen 1903 betrieb Albert Tafel weitere geographische Studien unter Prof. Penk und Prof. von Richthofen und wurde 1904 als Expeditionsarzt von Wilhelm Filchner nach China und Tibet gewonnen. Nach der Rückkehr von Filchner hat er weitere Reisen durch Nordchina und Nordost-Tibet unternommen, wobei sein besonderes Interesse dem noch vielfach unklaren Verlauf des Flusses Hoangho galt. Bei seiner Rückkehr nach Stuttgart im Januar 1908 brachte er große geologische und völkerkundliche Sammlungen mit und seinen Dolmetscher und tibetischen Reisebegleiter Brdyal Lango.
Albert Tafel heiratete im August 1909 in Stuttgart Henriette geb. Müller, eine Jüdin. Das junge Paar wohnte zunächst im Tafel’schen Haus in der Hasenbergsteige in Stuttgart. Brdyal wurde als Diener angestellt. 1914 erhielt Tafel eine Professur für Geografie in Karlsruhe. Er konnte jedoch seine Lehrtätigkeit nicht aufnehmen, da er als Nachfolger von Albert von Le Coq, dem Archäologen und Zentralasienforscher in Berlin, zum Leiter einer Turfan-Expedition berufen worden war. Im Auftrag des Kaiser-Friedrich-Museums in Berlin sollte er Ausgrabungen in der Wüste Gobi vornehmen.
Das junge Ehepaar zog nun nach Berlin-Charlottenburg, wo auch ihre Kinder Eleonore (Elinor) am 1. Juli 1910 und Albert Tobias (Toby) am 20. Mai 1913 zur Welt kamen. Brdyal wurde nach Berlin mitgenommen und wurde dort als Diener beschäftigt. In Berlin beschäftigte sich Albert mit der Ausarbeitung seiner Karten und Sammlungen und bereitete die neue Ostasienreise vor, die 1914 beginnen sollte. Der Ausbruch des Ersten Weltkrieges verhinderte dieses Vorhaben, er wurde als Leutnant von seinem Dragonerregiment in Stuttgart eingezogen.
Zunächst war er mit diesem auf Fernpatrouillen in Frankreich, dann in Rumänien und ab 1916 in Mesopotamien bei der Armee von der Goltz. Trotz schwerer Krankheitsanfälle (Tropenfieber und Blutvergiftung) war er dort bis Kriegsende im Einsatz mit arabischen und persischen Hilfstruppen gegen die englische Expeditionsarmee. Nach dem Krieg sah der Rittmeister der Reserve a. D., Geograph und Dr. med. keine Möglichkeit in Deutschland ein – seinem Stil entsprechendes – Leben zu führen. So entschloss er sich, als Arzt in niederländisch-indische Dienste zu gehen und war in Batavia und Timor tätig, dann auf Pulu Laut (Nordborneo) als Minenarzt.

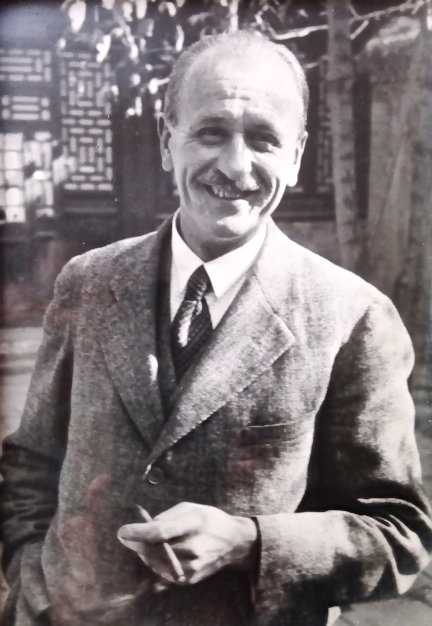
Albert Tafel (1930)

Nach dem plötzlichen Tod seiner Frau am 10. April 1928 kehrte Albert nach Stuttgart zurück. Der Berliner Haushalt war schon bei Kriegsbeginn aufgelöst worden.
1931 musste er sich einer Magenresektion unterziehen. (Im Nachruf der Corps-Zeitung des Corps Rhenania wird von einer Operation „an einer bösartigen Geschwulst“ gesprochen, die in der Chirurgischen Klinik in Tübingen stattgefunden habe.)
1933 fühlte sich Albert aber wieder so wohl, dass er erneut nach China (Tientsin) reiste, um dort weitere Sammlungsexpeditionen vorzubereiten. Er nahm auf dieser Reise seine Kinder Eleonore (Elinor) und Albert Tobias (Toby) mit, um sie in China vor Hitlers Judenverfolgung in Sicherheit zu bringen.
Bei dieser Gelegenheit konnte Albert einige Gegenden seiner früheren Reisen mit modernen Verkehrsmitteln wieder besuchen. Während dieses Aufenthaltes in China erkrankte Albert 1934 an Lebertumor. Anfang 1935 kehrte er per Schiff zurück nach Deutschland. Die operative Hilfe kam jedoch zu spät, er starb am 19. April 1935 in der Chirurgischen Klinik in Heidelberg nach einer Operation.

## Expeditionen
Tafel unternahm zwischen 1903 und 1908 mehrere Reisen nach Asien, speziell in den Norden von Tibet. Unter anderem nahm er auf der ersten Expedition von Wilhelm Filchner durch Nordchina und den östlichen und nordöstlichen Teil Tibets teil, wobei sein besonderes Interesse dem noch vielfach unklaren Verlauf des Flusses Hoangho galt.
Im Januar trennte er sich kurz von der Expeditionsmannschaft, um auf eigene Faust verschiedene Quellflüsse einschließlich des Oberlaufs des Gelben Flusses zu erkunden. Er erforschte dabei Teile der inneren Mongolei, die Provinz Kukunor, das Qaidam-Becken, eine Wüstenregion im Norden des tibetischen Hochplateaus in der chinesischen Provinz Qinghai. Außerdem erkundete er das Marco-Polo-Gebirge und besuchte das Kloster Kumbum Champa Ling, wo er den dreizehnten Dalai Lama, Thubten Gyatsho traf.
Bei seiner Rückkehr 1908 brachte er große geologische und völkerkundliche Sammlungen mit. Die Gesteins- und Tiersammlungen verwahrt die Universität Tübingen, die wertvolle völkerkundliche Tibetsammlung ist im Besitz des Lindenmuseums in Stuttgart.

## Auszeichnungen und Ehrungen (Auswahl)
- Eisernes Kreuz 1. Klasse (1916)
- Militärverdienstorden (Württemberg), Ritterkreuz (1918)
- Carl-Ritter-Medaille (1908)

## Veröffentlichungen
- Meine Tibetreise. Eine Studienfahrt durch das nordwestliche China und durch die innere Mongolei in das östliche Tibet. Union Deutsche Verlagsgesellschaft, Stuttgart/Berlin/Leipzig 1914 (2 Bände komplett 352 + 346 Seiten, Bilder, Karten). Digitalisat Bd. 2
- Meine Tibetreise. Eine Studienfahrt durch das nordwestliche China und durch die innere Mongolei in das östliche Tibet. 2. Auflage. Union Deutsche Verlagsgesellschaft, Stuttgart/Berlin/Leipzig 1923 (einbändige Ausgabe). ePub bei Izzy´s freie Bibliothek

## Bücher und Schriften mit Verweisen auf Albert Tafel / Literatur
- Werner Stams: Tafel, Albert. In: Neue Deutsche Biographie (NDB). Band 25, Duncker & Humblot, Berlin 2013, ISBN 978-3-428-11206-7, S. 764 (Digitalisat).
- Meyers Enzyklopädisches Lexikon. 9. Auflage, Bd. 23, Seite 154 und Bd. 9, S. 175
- Corps-Zeitung der Rhenania zu Tübingen. Bd. 27 (1935), Heft 3, 1. Juni 1935, S. 51–53.
- Paul Fickeler: Albert Tafel als deutscher Forschungsreisender (Nachruf). In: Geographische Zeitschrift. Bd. 41 (1935), Heft 12, S. 480–484, jstor:27814628.
- Sven Hedin: Fünfzig Jahre Deutschland. F.A. Brockhaus, Leipzig 1938, S. 54, S. 80–90.
- Wilhelm Filchner: Ein Forscherleben. Eberhard Brockhaus, Wiesbaden 1950, S. 49, 52, 73.
- Günther Köhler: Albert Tafel zum 80. Geburtstag. In: TRIBUS, Veröffentlichungen des Lindenmuseums in Stuttgart Museum für Länder und Völkerkunde. Nr. 7, Oktober 1957, S. 167–168.
- Hanno Beck: Albert Tafel – einer der größten Forschungsreisenden (1877–1935). In: ders.: Große Reisende Entdecker und Forscher unserer Welt., Verlag Georg D. Callwey, München 1971, S. 331.
- Das Verbindungswesen in Tübingen. Eine Dokumentation im Jahre des Universitätsjubiläums 1977. Tübingen 1977, S. 91.
- Eva Walter und Thomas Pfündel: Die Stuttgarter Straßennamen. Silberburg-Verlag, Stuttgart 1992, ISBN 3-87407-121-9, S. 235.
- Gertrud Bolay: Ein Tibeter in Asperg. In: Wolfgang Läpple (Hrsg.): Erinnerungen aus Stadt und Kreis 1897–1997; 1897–1997; 100 Jahre Historischer Verein für Stadt und Kreis Ludwigsburg e.V. Kommissionsverlag J. Aigner, Ludwigsburg 1997, ISBN 3-00-002081-0, S. 186–194.
- Dietrich Schleip: Ein Stuttgarter in Tibet. Forschungsreisen von Albert Tafel. In: Schwäbische Heimat. Bd. 50 (1999), Heft 3, S. 350–352 (https://doi.org/10.53458/sh.v50i3.7154).
- Frank Raberg: Tafel, Karl Albert: Prof. der Geographie, Tibet- und Chinaforscher ; * 6.11.1876 Stuttgart, ev., † 19.4.1935 Heidelberg. In: Maria Magdalena Rückert (Hrsg.): Württembergische Biographien. Bd. 2. W. Kohlhammer Verlag, Stuttgart 2011, ISBN 978-3-17-021530-6, S. 288–291.